# Lahar
Lahár je tok blata in drobirja, sestavljenega iz vulkanskega pepela, zdrobljenih skal in vode. Lahar nastane na ognjeniku in teče po navadi po rečnih dolinah. Tok vsebuje do 60% vode, dobro pretočnost pa mu dajejo suspendirani finozrnati delci.

## Opis
Beseda lahár je skrajšana različica javanske besede berlahár, ki pomeni tok blata ali drobirja. Lahar ima približno enako konsistenco, viskoznost in gostoto kot beton: med gibanjem je tekoč, med mirovanjem pa trden. Laharji so lahko ogromni. Lahar Osceola, ki je nastal pred 5600  leti na ognjeniku Mount Rainier v državi Washington (ZDA), je v koritu reke White River  nanesel 140 metrov debel sloj blata in pokril površino preko 330 kvadratnih kilometrov. Celoten volumen blata je meril 2,3 kubična kilometra. Lahar lahko na svoji poti podre skoraj vsako zgradbo, izven struge pa hitro izgubi svojo moč, tako da lahko ostanejo nepoškodonane tudi slabo grajene stavbe, ki jih je v celoti zalilo blato.
Laharji so zaradi velike energije in hitrosti zelo nevarni. Hitrost velikega laharja lahko doseže 100 km/h, njegov doseg pa je lahko več kot 300 km in na svoji poti povzroči katastrofalno uničenje. Laharji z ognjenika Nevado del Ruiz v Kolumbiji so leta 1985 so popolnoma porušili mesto Armero in delno mesto Chinchiná in zahtevali 23.000 žrtev. V Armeru je bil sloj blata in drobirja debel pet metrov. Laharji so od leta 1783 do 1997 odgovorni za 17% žrtev, ki so umrle zaradi ognjeniških aktivnosti.

## Nastanek
Lahar lahko povzročijo:
- taljenje snega in/ali ledenika, ki ga povzroči izliv lave ali piroklastični tok med izbruhom ognjenika,
- poplava zaradi taljenja ledenika, preboja ledeniškega jezera ali obilnega deževja in
- voda iz kraterskega jezera, pomešana s piroklastičnim materialom med izbruhom ognjenika.

Laharji so praviloma povezani z ognjeniškimi aktivnostmi, vendar lahko nastanejo tudi iz drugih vzrokov, ki povzročijo podor in gibanje blata, nastalega iz obstoječih skladov vulkanskega pepela.  Najpogostejši tovrstni vzroki so
- potresi pod vulkanom ali v njegovi neposredni bližini in
- obilna deževja ali tajfuni, ki razmočijo slabo utrjene sklade strjenega blata.

Takšni laharji dosežejo hitrost do 30 km/h.

## Nevarna področja
Med posebno nevarne ognjenike, ki bi lahko povzročili velike laharje, spadajo Rainier v Washingtonu (ZDA), Ruapehu na Novi Zelandiji in Galunggung v Indoneziji. V Washingtonu je nekaj mest v dolini reke Puyallup, med njimi tudi Orting s 6319 prebivalci (2009), zgrajenih na naplavinah laharja, ki so stare komaj 500 let. Strokovnjaki sklepajo, da laharji tečejo po dolini vsakih 500-1000 let, zato se mesta Orting, Sumner, Puyallup, Fife in pristanišče Tacome soočajo s precejšnjim tveganjem. Geološka služba ZDA (USGS) je zato v okrožju Pierce postavila sirene, ki bodo prebivalce opozorile pred prihajajočo nevarnostjo.
Na Novi Zelandiji je Oddelek za ohranitev naravne in zgodovinske dediščine postavil podoben opozorilni sistem na Mount Ruapehu. Sistem se je izkazal kot uspešen, saj je 18. marca 2007 prebivalce pravočasno opozoril na grozečo nevarnost.

## Primera

### Nevado del Ruiz
Leta 1985 je izbruhnil ognjenik Nevado del Ruiz v Kolumbiji. Piroklastični tok je stalil ledenike na ognjeniku in povzročil ogromne laharje, ki so tekli s hitrostjo do 60 km/h. V žlebovih se je njihova hitrost še povečala. Na vznožju gore so se laharji usmerili v šest večjih rek. Eden od njih je poplavil mesto Armero, kjer je umrlo 20.000 prebivalcev od 29.000. V drugih mestih, predvsem v  Chinchináju, je umrlo še 23.000 ljudi. 

### Pinatubo
Leta 1991 je izbruhnil ognjenik Pinatubo na Filipinih in povzročil več laharjev. Prvi izbruh je zahteval samo šest žrtev, laharji pa več kot 1500. 
Med izbruhom 15. junija 1991 se je 75 km severovzhodno od ognjenika pomikalo jedro tajfuna Yunya. Deževje je povzročilo tokove vode, vulkanskega prahu in balvanov. Blatni tok, ki je tekel po potoku Sapang Balen  in reki Abacan  je zalil središče mesta Angeles in nanesel več kot 6 m debel sloj blata. Uničil ali poškodoval je tudi Castillejos, San Marcelino, Botolan, Porac, Mabalacat, Tarlac City, Capas, Concepcion in Bamban. Blatni tok po reki Sacobia Bamban je na svoji poti odplavil vse zgradbe, mostove in nasipe do reke Parua v Concepcionu. Struga rekeTarlac v mestu Tarlac je bila zasuta z več kot 6 m visokim laharjem in tok reke se je ustavil. Laharji so zahtevali okrog 800 človeških žrtev.